# Gijpen

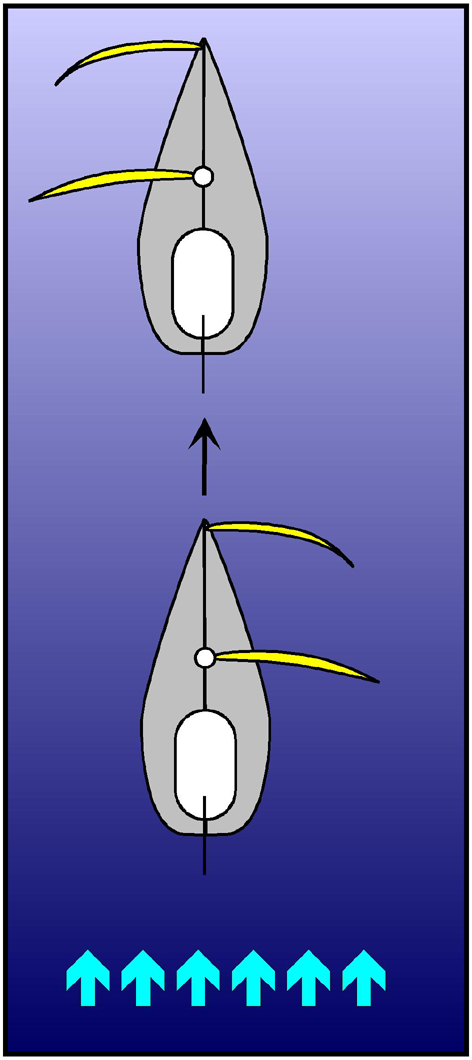
Schematische weergave van gijpen.

Gijpen is een zeil- en windsurftechniek waarbij op een zeilschip de zeilen overgebracht worden naar het andere boord, terwijl een voor-de-windse koers (wind recht van achteren) wordt gevaren. Dit in tegenstelling tot het overstag gaan, een manoeuvre waarbij de neus van de boot door de wind wordt gedraaid.
Als de gijp deel uitmaakt van een wending waarbij de achterzijde van de boot door de wind wordt gedraaid (halzen), wordt dit een draaigijp genoemd. Het moment van gijpen zelf is het moment dat het zeil naar de andere zijde wordt gebracht. Bij toerzeilen is het aanbevelenswaardig ten behoeve van rust, controle en overzicht geen draaigijp te maken maar de gijp uit te voeren terwijl in een rechte lijn wordt gevaren. Dit geldt in het bijzonder wanneer met een complex tuig, zoals meerdere masten, voorzeilen of een spinnaker wordt gevaren. Wanneer een schip meerdere zeilen voert, kan het voorkomen dat sommige zeilen wel en andere niet gegijpt zijn, en dus sommige zeilen aan lij staan en ander aan loef.
Een gijp is noodzakelijk wanneer het zeil aan loefzijde van de boot zou komen staan doordat de wind van richting verandert of als gevolg van een koersverandering. Een zeil kan aan loef staan als de wind schuin van achteren binnenvalt in de hoek tussen voor-de-wind en ruime-wind, met het zeil aan loefzijde. Deze koers heet "binnen de wind". Bij een kleine verandering van windrichting, of een geringe koerswijziging zal de wind het zeil naar het andere boord dwingen. Zo'n gijp heet een klapgijp of Chinese gijp.  Doordat de kracht van de wind achter het zeil zit kunnen zeil, giek en schoot zeer snel overkomen, zodat letsel aan opvarenden en schade aan het schip niet denkbeeldig zijn. Bij lange voor-de-windse rakken wordt op grotere schepen een lijn van het uiteinde van de giek (of boom) naar het voorschip, de bulletalie. Hiermee wordt voorkomen dat het zeil plotseling kan gijpen. 
Omdat gijpen bij veel wind een gevaarlijke manoeuvre kan zijn als men de techniek niet uitstekend beheerst, kiest men er soms voor de gijp te vermijden en de koersverandering te maken door het zeil over het andere boord te nemen door overstag te gaan. Dit heet een stormrondje, omdat het schip in dat geval, door oploeven-wenden-afvallen helemaal rond moet varen om op de nieuwe koers te komen.
Doordat tegenwoordig de meeste zeilschepen langsscheepse zeilen hebben, wordt gijpen in veel situaties ook gebruikt om het halzen aan te duiden.